# Actuaire

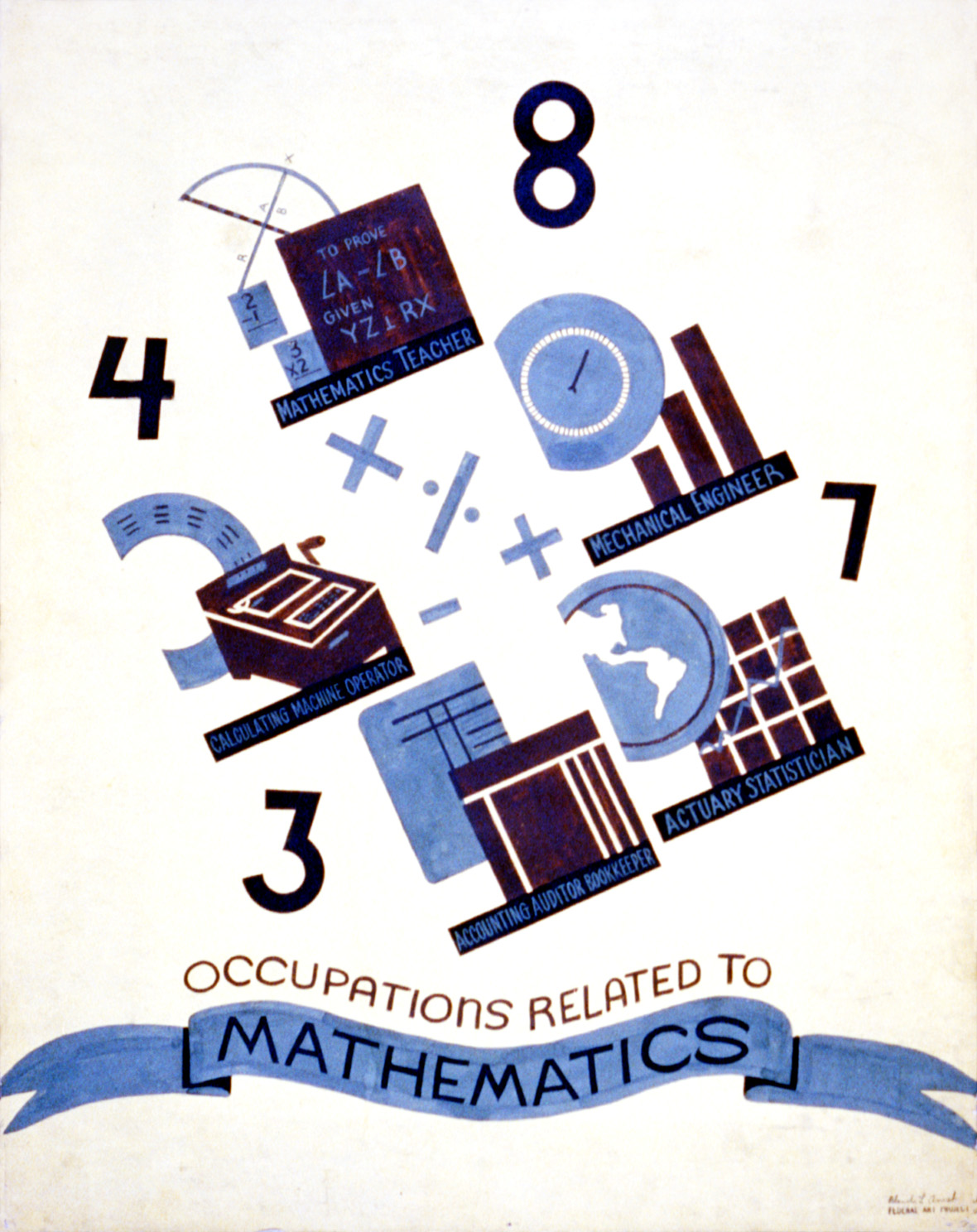
Représentation synthétique des relations entre sciences mathématiques et actuariat.

Un actuaire est un expert de l’évaluation, de la modélisation et de la gestion des risques issu d’une formation en mathématiques appliquées. Les actuaires exercent une grande variété de métiers dans de nombreux secteurs d’activité, publics et privés, tels que l’assurance, la réassurance, les mutuelles, la prévoyance, les retraites, le contrôle, la banque et gestion d’actifs, l’industrie, le conseil, l’audit, la recherche académique ou en entreprise et l’enseignement.

## Histoire
Le mot provient du latin actuarius signifiant un fonctionnaire qui faisait la tenue de livres comptables dans l'antiquité romaine.
L'exercice de la profession effectue ses premiers balbutiements lors des progrès importants dans l'espérance de vie et son estimation à partir du milieu du XVIIIe siècle, grâce aux tables de mortalité, publiées par Antoine Deparcieux (1746), Théodore Tronchin (1748), Pehr Wilhelm Wargentin (1749), Thomas Simpson (1752), Johann Peter Süssmilch (1761), ou encore Daniel Bernoulli (1763), selon qui vacciner contre la variole augmente de 3 ans l'espérance de vie globale.

## Profession
Le travail d'un actuaire (l'actuariat) conduit à l'identification et à la quantification des montants qui représentent à une date donnée une somme d'argent ou qui peuvent mettre en jeu une responsabilité financière future. Des modèles stochastiques peuvent être utilisés pour déterminer une distribution et les paramètres de la distribution (par exemple, la valeur moyenne probable).
Les actuaires sont souvent employés dans les compagnies d'assurances, de prévention, de retraites, les cabinets d'actuaires-conseils, les cabinets d'audit ou les ministères gouvernementaux.
D'après une étude menée en 2024, 52 % des actuaires exercent dans le domaine de l'assurance, 18 % dans le conseil actuariel, 12 % dans la réassurance et 7 % dans l'économie sociale.

### Conditions générales d'exercice de la profession
La profession s'exerce principalement au siège d'une compagnie d'assurances et banques. La plupart des activités de calcul impliquent l'utilisation d'outils informatiques. Le travail s'organise de manière autonome et en étroite collaboration avec les services techniques d'actuariat.
Traditionnellement embauchés par des sociétés d'assurances, les actuaires sont en train d'investir les secteurs de la banque et de la finance où leurs compétences sont recherchées pour prescrire, par exemple, l'achat ou la vente de titres.
En France, l’institut des actuaires est une association qui organise et représente la profession. Au service uniquement de ses membres comme de l’intérêt général, l’étendue de sa mission évolue avec les textes prudentiels. Il est le garant de l’exercice d’un actuariat de qualité, respectueux des normes et de la déontologie au service des équilibres de long terme. Membre de l’Association actuarielle internationale et du Groupe consultatif actuariel européen, il s’emploie à améliorer la reconnaissance et la réputation de la profession d’actuaire en France et dans le monde. Chargé d’organiser et de représenter la profession actuarielle en France, l’institut des actuaires est le garant du respect des normes et de la déontologie professionnelle de ses membres. L’exigence et la responsabilité de l’institut s’accroissent avec la multiplication des risques et l’évolution des textes prudentiels, qui placent l’actuaire au cœur des enjeux économiques de nos sociétés.

### Corps professionnels
Certains d'entre eux appartiennent à un ou à plusieurs corps professionnels, incluant :
- Association Actuarielle Internationale
- Association Marocaine des Actuaires Maroc
- Association Suisse des Actuaires en Suisse
- Casualty Actuarial Society, Society of Actuaries et American Academy of Actuaries aux États-Unis
- Den Danske Aktuarforening au Danemark
- Deutsche Aktuarvereinigung e. V. en Allemagne
- Institute and Faculty of Actuaries au Royaume-Uni
- Institut brésilien des actuaires au Brésil
- Institut canadien des actuaires au Canada
- Institut des Actuaires en Belgique
- Institut des Actuaires en France
- Svenska Aktuarieföreningen en Suède
- Institut des Actuaires en Inde
- Actuaries Institute Australia en Australie
- Institut luxembourgeois des Actuaires au Luxembourg
- Association Tunisienne des Actuaires Tunisie

### Évolutions et rémunérations
Les évolutions possibles d'un actuaire sont multiples. Les réorientations sont fréquentes dans les secteurs de l'actuariat, de l'analyse et la finance quantitative dans les banques d'investissement et des cabinets d'audit et de conseil.
D'après une enquête réalisée en 2013, le salaire médian d'un actuaire en début de carrière est de 42 000 € bruts par an. Ce montant évolue avec l’ancienneté pour atteindre 68 000 € après 10 ans et 96 000 € après 15 années d'activité (toujours en revenus médian par an). En fin de carrière (plus de 25 ans d'activité) le salaire médian s'établit à 120 000 €. Cette valeur est toutefois à relativiser à cause du faible volume de réponse (24 individus, tranche la moins représentée) et de la forte variabilité du panel (1er quartile à 86 441 €  et dernier quartile à 166 250 €).
D'après une enquête menée en 2024 sur 1 099 personnes, le salaire annuel brut moyen d'un actuaire est de 92 000 €. 27 % des actuaires interrogés ont un salaire inférieur ou égal à 60 000 € et 29 % un salaire supérieur à 100 000 €. En moyenne, le salaire augmente proportionnellement avec l'ancienneté : 60 000 € pour 5 ans d'expérience et moins, 80 000 € pour 5 à 10 ans et jusqu'à 160 000 € pour plus de 20 ans. Cette enquête semble confirmer les résultats de celle réalisée en 2013. Toutefois, ces données doivent être comparées à celles de 2013 en corrigeant l'augmentation des salaires liée à l'inflation pour réellement l'affirmer.

## Fonctions
Le métier d'actuaire diffère en fonction des branches d'études choisies :
- l'assurance dommages (ou Incendies Accidents et Risques Divers) : portant sur l'assurance automobile, habitation, aviation, risque juridique[5]… ;
- l'assurance vie : portant sur l'assurance retraite, assurance décès[6]… ;
- l'assurance santé : portant sur les frais de santé les mutuelles ;
- la réassurance de manière générale réassurant les trois domaines ci-dessus.

L'ensemble des domaines peuvent être classés pour les  particuliers ou pour des groupes — pour les salariés d'une entreprise par exemple.
Dans chacun des domaines, l'actuaire peut faire divers métiers :
- l'actuaire Tarification et l'actuaire Produit : Ils s'occupent de la conception et la tarification des produits. C'est-à-dire analyser les risques — faire des lois de mortalités, maintien en invalidité…, définir des garanties par rapport aux risques, puis tarifer (déterminer la prime d'assurance avant chargement ) en fonctions des caractéristiques des assurés et prévoir la rentabilité du produit. Ensuite tout au long de la vie du produit d'assurance, il doit proposer des changements de tarification, analyser les résultats, modifier les lois de probabilités du risque étudié à l'aide des informations récuperées ;
- l'actuaire Inventaire : il doit provisionner les engagements de l'assureur comptablement ;
- l'actuaire Actif-Passif : il doit suivre l’évolution des provisions mathématiques, calculer les fonds propres et les placements, analyser les risques de marché et réaliser des projections du bilan comptables en fonctions des scénarios ;
- l'actuaire Réassurance : il est spécialisé dans l'analyse, la tarification et le suivi des produits de réassurance.

## Formation
Cette fonction est accessible à l'issue d'une formation de l'enseignement supérieur ou universitaire avec la nécessité, selon les pays, soit d'obtenir un diplôme en sciences actuarielles, soit de réussir un certain nombre d'examens organisés par les associations professionnelles. Un diplôme en science actuarielle implique en premier lieu une formation rigoureuse en mathématiques supérieures, mais aussi avoir des compétences en économie et en finance.
Il est cependant possible d'exercer le métier d'actuaire avec une autre formation scientifique (en mathématiques ou statistiques) sans pour autant obtenir le titre d'actuaire.

### Belgique
En Belgique, seules deux universités francophones et une non francophone sont habilitées à délivrer le titre d'actuaire à la suite d'un master en sciences actuarielles : l'Université catholique de Louvain, l'Université libre de Bruxelles et l'Université KULeuven.L'actuaire désigné, seul habilité par la CBFA pour la certification des comptes et des modèles des assureurs, n'est plus aujourd'hui strictement réservé aux actuaires mais peut être « une personne désignée par l'entreprise et disposant des compétences actuarielles requises (fonction actuarielle) ».

### Canada
L’Institut canadien des actuaires est l’organisation nationale de la profession actuarielle au Canada, constituée en société commerciale le 18 mars 1965. L’acronyme FICA signifie « Fellow de l’Institut canadien des actuaires ». Organisation nationale de la profession actuarielle au Canada, l’ICA a pour mandat de servir le public en fournissant, grâce à la profession, des services actuariels et des conseils de haute qualité : en représentant la profession actuarielle au Canada lors de la formulation de politiques publiques ; en encourageant l’avancée des sciences actuarielles et en parrainant des programmes pour former et certifier les membres actuels et futurs de l’ICA ; en s’assurant que les services actuariels fournis par ses membres répondent aux normes professionnelles reconnues, et en aidant les actuaires canadiens à s’acquitter de leurs responsabilités professionnelles. La profession d'actuaire est à la fois très protégée, reconnue et bien rémunérée au Canada. Pour devenir actuaire de plein exercice (FICA), il faut réussir 9 examens réputés extrêmement exigeants.

### France
Actuellement on compte 9 formations dont 1 probatoire, délivrant le titre d'actuaire français. Le recrutement dans ces formations se fait principalement après deux années de classe préparatoire aux grandes écoles scientifiques.
La plus ancienne école habilitée à décerner le titre (1930) est l'ISFA, dépendant de l'université Lyon-I. L'ISUP, Institut de Statistiques de l'Université de Paris, grande école de Sorbonne Université existe depuis 1922 et forme des actuaires depuis 1962. Les élèves de l'ESSEC souhaitant obtenir le titre d'actuaire sont sélectionnés sur leurs capacités en statistiques puis réalisent une partie de leur scolarité à l'ISUP. Enfin l'ENSAE délivre le titre d'actuaire aux étudiants ayant choisi la filière actuariat en 3e année (master 2).
Il existe aussi des formations universitaires d'actuaires plus récentes à Strasbourg (DUAS créé en 1984) et à Brest (EURIA créée en 1992).
En France, l'Institut des Actuaires décerne le titre d'actuaire, après validation d'un certain nombre de matières déterminées par des accords avec les différentes écoles (comme le DUAS de l'université de Strasbourg et l'EURIA de Brest) ou universités (Université Paris-Dauphine, le Conservatoire national des arts et métiers) dispensant la formation. Un mémoire d'actuariat à présenter aux actuaires de l'institut doit aussi être validé avant de pouvoir obtenir le titre.
Le master Actuariat de l'Institut du Risque et de l'Assurance (IRA) au Mans bénéficie d'une période probatoire à compter de 2024 jusqu'à 2030 en tant que formation diplômante décernant le titre d'actuaire.
Les modalités d'inscription aux différents établissements se trouvent sur le site de l'Institut des actuaires.
D'autres masters universitaires de qualité proposent une formation d'actuaire sans pour autant que l'Institut des Actuaires ne délivre le titre ; comme le master de l'Institut des Mathématiques Appliquées (IMA) à Angers, le master Actuariat à l'université de Paris-Est-Marne-La-Vallée, le master Actuariat de l'université de Poitiers ou le master IREF (Ingénierie des Risques Économiques et Financiers) de l'université de Bordeaux spécialisé dans la finance quantitative et actuarielle (FQA).
Certaines écoles d'ingénieurs comme, l'Institut National des Sciences appliquées de Toulouse (INSA Toulouse), l'École Supérieure d'Ingénieurs Léonard de Vinci(ESILV), Telecom Sud Paris, CentraleSupélec, l'École Internationale des Sciences du Traitement de l'Information (EISTI) permettent à leurs étudiants de poursuivre une formation en actuariat à travers des cursus bi-diplomant avec des écoles d'actuariat.

### Maroc
L'Institut National De Statistique et d'Économie Appliquée (INSEA) de Rabat, la FST de Marrakech de l'université Cadi Ayyad et l'École d'Atuariat de l'Université internationale de Rabat sont les seules écoles au Maroc habilitées à délivrer un diplôme d'ingénieur d'État en actuariat. La formation en actuariat de l'INSEA recrute principalement des élèves issus des classes préparatoires (mathématiques spéciales) via le concours national commun et les parcours DEUG et Licence en Math pour l'Accès en 2e année. Ce diplôme est reconnu par l'association Actuarielle Internationale, l'Institut des Actuaires de France et l'association marocaine des Actuaires. Cette dernière veille à ce que l'INSEA profite des dernières avancées en matière d'actuariat et de finance et n'hésite pas à déployer les connaissances d'experts européens au service des élèves actuaires. L'actuaire marocain est, à sa sortie de l'INSEA, doté de connaissances très poussées tant sur le plan théorique que pratique et occupe des postes à grandes responsabilités au sein des grandes banques et assurances. Les actuaires  marocains sont aussi très demandés à l'étranger (France, Belgique, Grande-Bretagne, Émirats arabes unis…).

### Établissements offrant un programme d'études en actuariat
- École nationale de la statistique et de l'administration économique
- École Nationale de Statistique et d'Économie Appliquée d'Alger
- Institut national de statistique et d'économie appliquée de Rabat
- FST Marrakech de l'Université Cadi Ayyad (Maroc)
- Institut de science financière et d'assurances
- Euro Institut d'Actuariat (EURIA, Brest)
- Institut du Risque et de l’Assurance (IRA, Le Mans)
- Institut de statistique de Sorbonne Université
- École supérieure d'ingénieurs Léonard-de-Vinci
- Université Paris Dauphine-PSL
- Université Paris-Est-Marne-la-Vallée
- Université de Poitiers
- Université libre de Bruxelles
- UCLouvain
- Université de Montréal
- Université de Strasbourg
- Université du Québec à Montréal
- Université Laval
- Université Concordia
- Faculté des hautes études commerciales de l'Université de Lausanne  (HEC, Lausanne)
- École nationale des Ingénieurs de Tunis (MIndS - ENIT, Tunisie)
- École supérieure de la statistique et de l'analyse de l'information (ESSAI, Tunisie)
- Université Columbia
- Université Badji Mokhtar d'Annaba (Algérie)
- Faculté des Sciences juridiques, économiques et sociales Casablanca-Ain Chock (Maroc)
- Université des sciences et de la technologie Houari-Boumédiène (Algérie)
- Institut national polytechnique Félix Houphouët-Boigny (Côte d'Ivoire)
- Université Félix Houphouët-Boigny de Cocody (Côte d'Ivoire)
- Institut Interafricain de Formation en Assurance et en Gestion des Entreprises  (Sénégal)

#### Classement
Eduniversal Best Masters Ranking, réalise chaque année un classement des masters en sciences actuarielles et assurances dans le monde : 
| Institution                            | 2015 | 2018 | 2019 |
| -------------------------------------- | ---- | ---- | ---- |
| UCLouvain                              | 1    | 1    | 1    |
| Trinity College (Dublin)               | -    | -    | 2    |
| Université libre de Bruxelles          | -    | 4    | 3    |
| Université nouvelle de Lisbonne        | 3    | 5    | 4    |
| MIB School of Management Trieste (en)  | 10   | 6    | 5    |
| Université de Pennsylvanie             | 2    | 2    | 6    |
| Université Paris Dauphine-PSL          | 5    | 8    | 7    |
| Université Columbia                    | 4    | 3    | 8    |
| Université Jiao-tong de Shanghai       | 7    | 9    | 9    |
| Kedge Business School                  | 21   | 10   | 10   |
| Université de Maastricht               | 12   | 11   | 11   |
| KU Leuven                              | 40   | 16   | 12   |
| Université de Lisbonne                 | 28   | 15   | 13   |
| École nationale des ponts et chaussées | -    | -    | 14   |
| Université de Boston                   | 6    | 7    | 15   |
| Université de Melbourne                | 14   | 14   | 16   |
| École nationale d'assurances           | -    | -    | 17   |
| Université complutense de Madrid       | 15   | 12   | 18   |
| Université de Ljubljana                | 41   | 20   | 19   |
| Imperial College London                | 20   | 17   | 20   |
| Université du Cap                      | 8    | 13   | 21   |
| Université panaméricaine               | -    | -    | 22   |
| HEC Lausanne                           | 18   | 18   | 23   |
| Université d'Anvers                    | -    | -    | 24   |
| Université York                        | -    | 19   | 25   |

## L'actuaire dans la littérature
Le héros du roman de Pierre Daninos Un certain monsieur Blot exerce la profession d'actuaire et commente les avantages et inconvénients de cette profession, imputables les uns comme les autres, selon lui, à la transparence. Il en est de même dans le roman de Georges Simenon paru en 1957 Le Fils où le narrateur, Alain Lefrançois, actuaire, explique son métier à son jeune fils.
En 2009, le Wall Street Journal qualifie cette profession de meilleur métier du monde, devant ingénieur en développement logiciel, analyste informatique, biologiste, historien, mathématicien, etc.